# Borgarknappur
Borgarknappur är ett berg i Färöarna (Kungariket Danmark).   Det ligger i sýslan Suðuroyar sýsla, i den södra delen av landet, 60 km söder om huvudstaden Tórshavn. Toppen på Borgarknappur är 574 meter över havet, eller 375 meter över den omgivande terrängen. Bredden vid basen är 0,54 km. Borgarknappur ligger på ön Suðuroy. Det ligger vid sjön Vatnsnes.
Terrängen runt Borgarknappur är lite kuperad. Havet är nära Borgarknappur åt sydost. Runt Borgarknappur är det ganska glesbefolkat, med 29 invånare per kvadratkilometer. Närmaste större samhälle är Vágur, 2,9 km söder om Borgarknappur. Trakten runt Borgarknappur består i huvudsak av gräsmarker.